# ウッドラフ静脈叢
ウッドラフ静脈叢（ウッドラフじょうみゃくそう）は、鼻腔の側壁にある下鼻甲介の後端より下に位置する静脈叢である。1949年にジョージ・H・ウッドラフによって発見された。 彼はこれを鼻-鼻咽頭静脈叢と記載した。

## 構造
ウッドラフ静脈叢は、下鼻甲介の後端下の鼻腔側壁に位置する。この静脈叢は、壁の薄い太い静脈で構成され、薄い粘膜に覆われている。

## 臨床的意義

### 出血
鼻血は通常、動脈からなるキーゼルバッハ叢として知られる部位から鼻の前部で発生する。 ウッドラフ静脈叢は鼻腔後部にある静脈叢で、ここでの鼻血は鼻出血の5～10％に過ぎない。 高齢者に多い。
| 局所                                  | 全身 |
| ------------------------------------- | --- |
| - 外傷 - 副鼻腔炎 / アレルギー - 手術 | - 高血圧 - 凝固因子欠乏 - 免疫不全 - ワーファリンやアスピリンなどの抗血栓薬 - 血小板減少症 - 肝不全/腎不全/壊血病（ビタミンC欠乏） |

### 治療
後鼻腔の鼻血には後鼻腔のガーゼパッキングが必要である。